# Michael Bloomberg

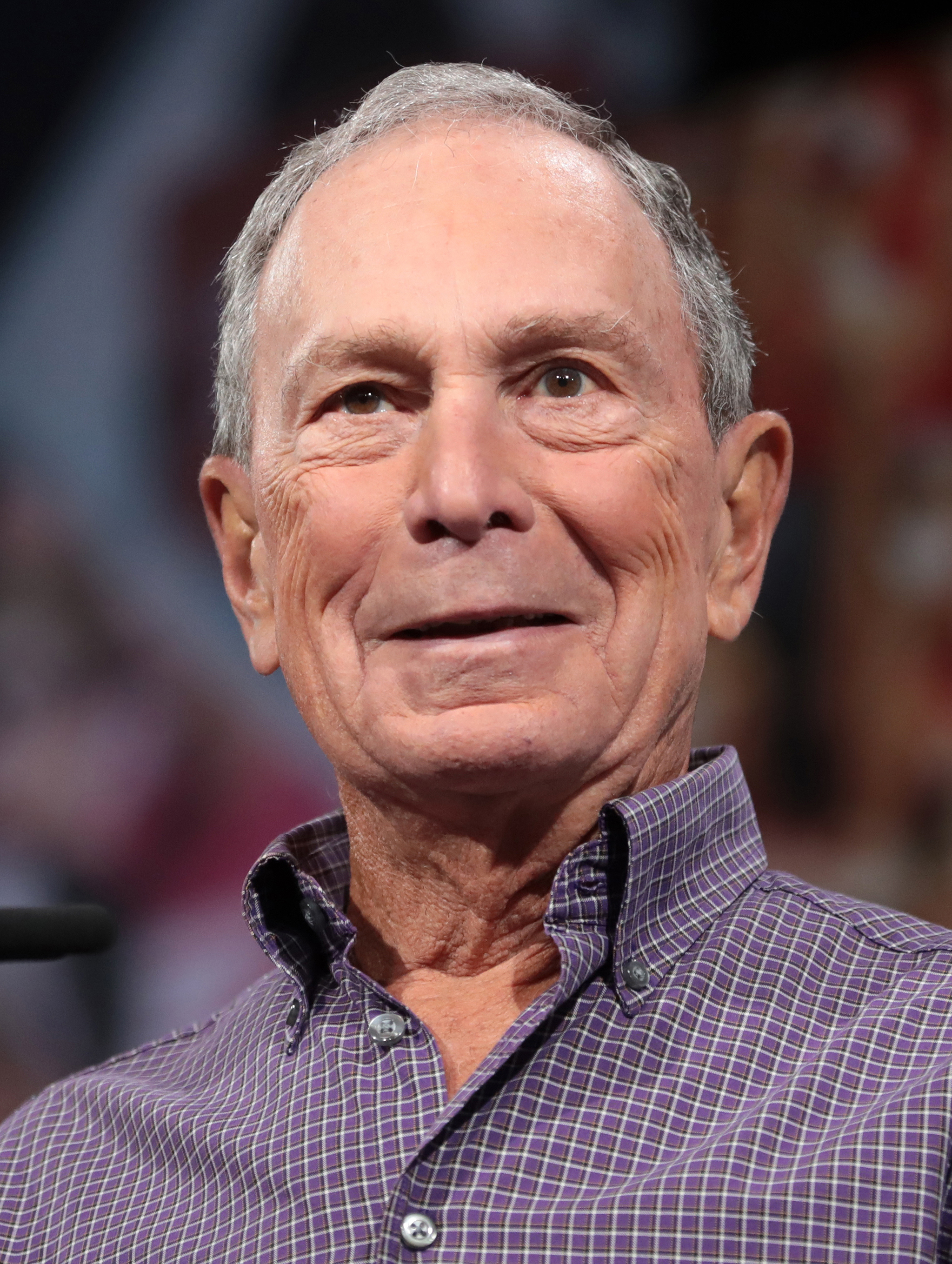
Michael Bloomberg (2019)

Michael „Mike“ Rubens Bloomberg KBE (* 14. Februar 1942 in Boston, Massachusetts) ist ein US-amerikanischer Geschäftsmann und Politiker der Demokratischen Partei. Er ist Gründer der Unternehmen Bloomberg L.P. und Bloomberg Television und war von 2002 bis 2013 Bürgermeister von New York City, zuerst für die Republikanische Partei und ab 2007 als parteiloses Stadtoberhaupt. Ende 2019 gab er außerdem seine Bewerbung für die Präsidentschaftswahl 2020 bekannt, unterlag aber bei mehreren Vorwahlen der Demokratischen Partei, bei der er mittlerweile wieder Mitglied geworden war, sodass er schließlich seine Kandidatur zu Gunsten des späteren US-Präsidenten Joe Biden verwarf.

## Leben

### Herkunft und Ausbildung
Bloomberg wurde als Sohn einer jüdischen Familie im St. Elizabeth’s Hospital in Brighton, einem Stadtteil von Boston, geboren. Die Familien seiner Eltern stammten aus Russland; sein Vater William H., 1906 in Chelsea, Massachusetts, geboren, war als Buchhalter in einer lokalen Molkerei angestellt. Sein Vater verdiente niemals mehr als 6.000 $ pro Jahr, was ein geringes Einkommen war. Dessen Vater Alexander war Immobilienmakler. Seine Mutter, Charlotte (Rubens) Bloomberg (1909–2011), war ebenfalls Tochter eines russischen Immigranten und einer Mutter aus New Jersey.
Nach einem Abschluss als Ingenieur für Elektrotechnik an der Johns Hopkins University besuchte Bloomberg die Harvard University, um einen MBA zu erlangen.

### Berufsleben und Unternehmertum
Nach Studienende arbeitete Bloomberg ab 1966 zunächst für die Investmentbank Salomon Brothers (heute: Morgan Stanley Smith Barney), wo er sechs Jahre nach seiner Einstellung 1972 Partner wurde. Als Salomon Brothers 1981 aufgekauft wurde, wurde er zum Austritt bewogen und erhielt für seinen Anteil am Unternehmen rund zehn Millionen US-Dollar Abfindung. 1982 wechselte Bloomberg als Investor zu Merrill Lynch.
Daraufhin gründete er noch im selben Jahr die Finanzdaten-Agentur Bloomberg L.P., mit der er ein Vermögen von mehreren Milliarden US-Dollar aufbaute. Später erweiterte er seine Firma um den Nachrichtendienst Bloomberg Television und bot nun auch Onlinehandel, Fernsehen und Radio an.
Im Juni 2010 schloss er sich der philanthropischen Kampagne The Giving Pledge der Milliardäre Bill Gates und Warren Buffett an und versprach, mehr als die Hälfte seines Vermögens zu spenden.

#### Vermögen
Auf der vom Wirtschaftsmagazin Forbes für das Jahr 2019 veröffentlichten The-World’s-Billionaires-Liste der reichsten Menschen der Welt belegte Michael Bloomberg mit einem Vermögen von ca. 55,5 Milliarden US-Dollar Platz 9. Im Januar 2023 wurde sein Vermögen mit 96,3 Milliarden US-Dollar angegeben, und er kam auf Platz 7 der Forbes-Auflistung.

### Politik

#### Bürgermeister von New York City
Bloomberg ist langjähriges Mitglied der Demokratischen Partei, wechselte jedoch 2000 zwischenzeitlich zur Republikanischen Partei, um den Vorwahlkampf bei den Demokraten zu umgehen.
Im Jahr 2001 gewann Bloomberg die Bürgermeisterwahl in New York City gegen Mark J. Green und trat die Nachfolge von Rudy Giuliani an (mit einem symbolischen Gehalt von einem US-Dollar). Nach dem Wahlsieg stand er auch als Republikaner für eine weitgehend „demokratische“ Politik. So tritt er für das Recht auf Abtreibung, für die Ehe von gleichgeschlechtlichen Paaren, die Rechte von Einwanderern und eine strenge Waffenkontrolle ein. Er betrachtet „reproduktive Wahlfreiheit“, einschließlich des Rechts auf legale Abtreibung, als „fundamentales Menschenrecht“ und erklärte: „Wenn es um dieses Thema geht, ist jemand entweder mit uns oder gegen uns.“ Während seiner Amtszeit sank die Kriminalitätsrate weiter, die bereits unter seinem Vorgänger Giuliani stark abgenommen hatte. Umstritten war hierbei die Methode Stop-and-frisk (deutsch: „Anhalten und Filzen“), bei der Bürger von der Polizei routinemäßig angehalten und auf Waffen und illegale Substanzen durchsucht werden. Kritisiert wurde dabei unter anderem, dass ein unverhältnismäßig großer Anteil der kontrollierten Personen Afroamerikaner und Latinos waren. Stop-and-frisk wurde schließlich vom United States District Court for the Southern District of New York im August 2013 für unvereinbar mit der amerikanischen Verfassung erklärt und damit verboten.
Ein wesentliches Projekt von Bloombergs Regierung war die Bereitstellung von günstigem Wohnraum. Das New-Housing-Marketplace-Programm sah vor, 165.000 Sozialwohnungen bis 2013 neu zu errichten oder zu erhalten, und beinhaltete Investitionen in Höhe von 7,5 Milliarden US-Dollar.
2005 wurde Bloomberg mit 58 Prozent der Stimmen gegen Fernando Ferrer wiedergewählt. Ein weiterer Schwerpunkt seiner Politik zielte darauf, New York umweltfreundlicher zu gestalten. Sein 2007 beschlossener 23-Jahres-Plan zur nachhaltigen Entwicklung New Yorks (PlaNYC 2030) beinhaltete hierzu 127 Schritte. Prominente Einzelmaßnahmen betrafen eine PKW- und LKW-Innenstadtmaut für Manhattan während der Stoßzeiten nach dem Vorbild Londons, die Senkung des Treibhausgasausstoßes um 30 Prozent, die Umstellung aller Taxis (Yellow Cabs) bis 2012 auf Hybrid-Antrieb, die Begrünung aller Flachdächer, die Vervierfachung der Radwege sowie die Eröffnung neuer Parkanlagen (jeder New Yorker solle nicht mehr als zehn Gehminuten von einem Park entfernt leben). Eines der aufsehenerregenderen Projekte bildete hierbei die Umwidmung der 2,3 Kilometer langen High Line, einer ehemaligen Hochbahntrasse, zu einer Parkfläche.

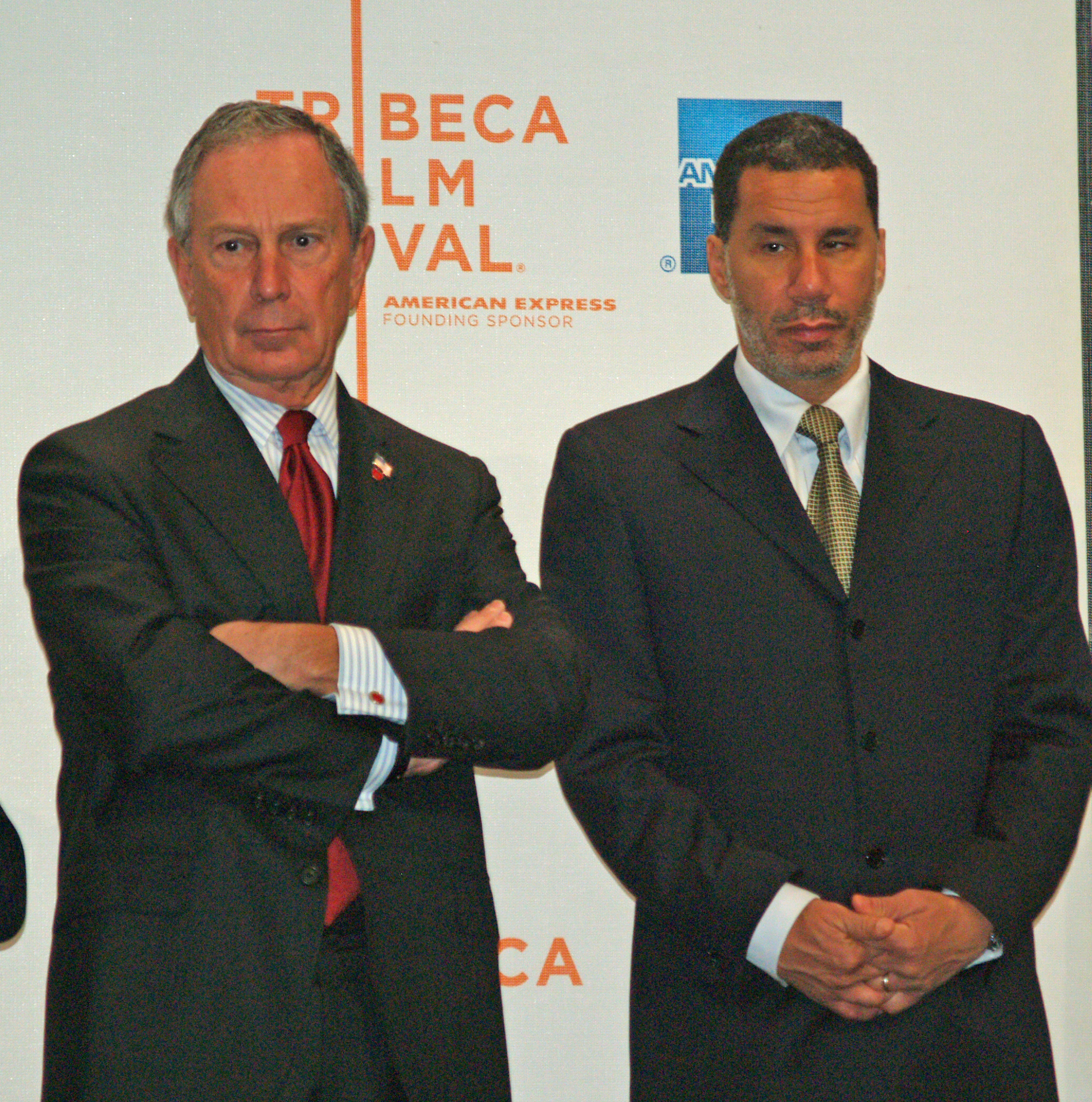
Bloomberg (links) im Jahr 2008 mit dem Gouverneur des Staates New York, David Paterson

2006 startete Bloomberg eine Initiative von Bürgermeistern, die sich gegen illegalen Waffenbesitz stellen, Mayors Against Illegal Guns. Sie ging 2016 in die Organisation Everytown for Gun Safety über.
2007 erreichte Bloomberg bei Umfragen zu seiner Politik unter der Bevölkerung von New York eine Zustimmung von bis zu 70 Prozent. Am 20. Juni 2007 gab er bekannt, dass er die Republikanische Partei verlassen und als unabhängiger Politiker arbeiten werde. Die Wahlkämpfe finanzierte er größtenteils aus eigenen Mitteln. So investierte er 75 Millionen US-Dollar in seinen Wahlkampf für das New Yorker Bürgermeisteramt. Im Kontext der Finanzkrise ab 2007, die sich von den Vereinigten Staaten ausgehend weltweit ausbreitete, erregte Bloomberg mit der Forderung nach einem neuen New Deal Aufmerksamkeit. Dies war insofern bemerkenswert, als Bloomberg bis dahin für seine fiskalkonservative und wirtschaftsliberale Haltung bekannt war.
Im Oktober 2008 entschied der New Yorker Stadtrat mit einer Mehrheit von 29 zu 22 Stimmen, dass Bloomberg zum dritten Mal zur Bürgermeisterwahl antreten dürfe. Seit einem Volksentscheid 1993 ist die Amtszeit der New Yorker Bürgermeister grundsätzlich auf zwei Amtszeiten begrenzt. Ein Bürgervotum bestätigte 1996 diese Entscheidung. Bloomberg begründete sein Interesse an einer dritten Amtszeit mit der Finanzkrise. Er argumentierte, in derartig schweren Zeiten dürfe man eine erfahrene Stadtspitze nicht austauschen. Er selbst hatte die Beschränkung seinerzeit noch befürwortet.
Am 4. November 2009 setzte er sich mit 51 Prozent der Stimmen gegen seinen Herausforderer Bill Thompson von den Demokraten durch. Dieser erhielt 46 Prozent der Stimmen und damit weit mehr als in den Prognosen erwartet, die Bloombergs Vorsprung auf 12 bis 16 Prozentpunkte schätzten. Bloomberg gab umgerechnet rund 68 Millionen Euro für den Wahlkampf aus. Am 24. bzw. 26. Mai 2013 wurden zwei an Bloomberg adressierte Briefe mit dem Gift Rizin abgefangen, die von der Schauspielerin Shannon Guess Richardson stammten. Bei der Bürgermeisterwahl in New York City am 5. November 2013 durfte Bloomberg nicht erneut kandidieren. Er wurde zum Jahreswechsel 2013/2014 vom Demokraten Bill de Blasio abgelöst.

#### Politisches Wirken nach der Zeit als Bürgermeister
Bloomberg erwog eine Kandidatur bei den Präsidentschaftswahlen der Vereinigten Staaten 2016 als unabhängiger Kandidat, um einen Wahlsieg Donald Trumps zu verhindern, verwarf dies aber, da eine derartige Kandidatur aufgrund der Eigentümlichkeiten des US-Wahlsystems letztlich nur Trump genutzt hätte. Bloomberg hielt auf dem Nominierungsparteitag der Demokraten am 27. Juli 2016 eine Rede, in der er sich für deren Präsidentschaftskandidatin Hillary Clinton aussprach. Er warnte vor dem republikanischen Kandidaten Trump und bezeichnete ihn als „Betrüger“.
Am 22. April 2018 kündigte Bloomberg an, er werde die 4,5 Millionen US-Dollar, die die Vereinigten Staaten im Rahmen des Pariser Klimaschutzabkommens zugesagt hatten, aus eigener Tasche bezahlen, nachdem die Trump-Regierung den Ausstieg aus dem Abkommen angekündigt hatte.
Eine Untersuchung aus dem Jahr 2021, in welcher der CO2-Fußabdruck von 20 bekannten Milliardärinnen und Milliardären abgeschätzt wurde, kommt zum Schluss, dass im Jahr 2018 durch das Konsumverhalten Bloombergs (inkl. Wohnsituation, Reisen im Privatjet) 1.781,5 Tonnen CO2e freigesetzt worden sind. Damit trug er so viel zur globalen Erwärmung bei wie mehrere Hundert durchschnittliche Menschen.
Im Oktober 2018 erklärte Bloomberg, dass er sich wieder als Demokrat habe registrieren lassen, was Spekulationen über seine mögliche Präsidentschaftskandidatur 2020 befeuerte. Vor allem vor dem Hintergrund der steigenden Popularität Elizabeth Warrens und den schlechter werdenden Umfragewerten Joe Bidens wurde Bloomberg im Verlauf der Vorwahlen erneut als möglicher Kandidat des Establishments gehandelt.

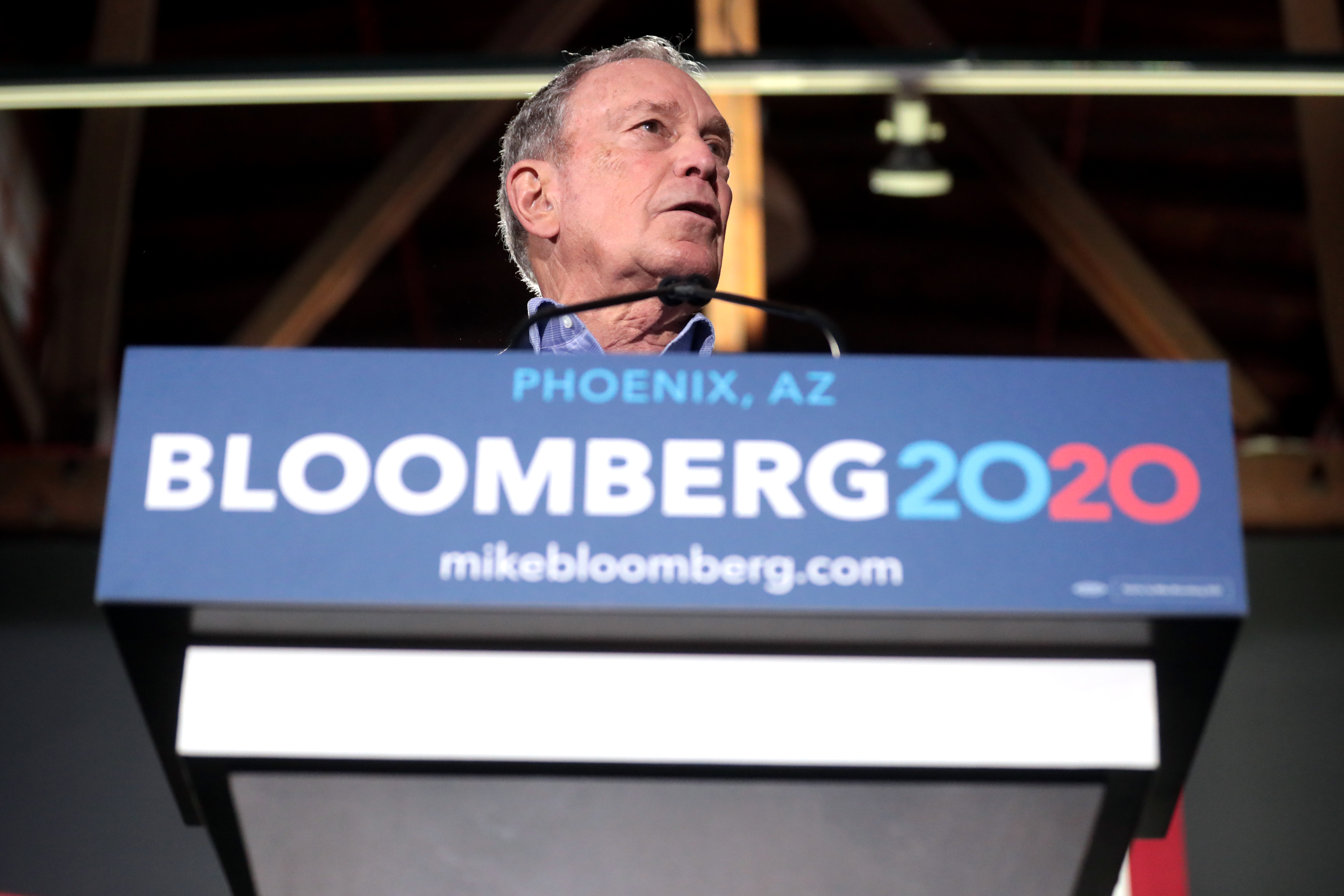
Wahlkampfveranstaltung Bloombergs

Am 24. November 2019 gab Bloomberg seine Kandidatur offiziell bekannt. Für seine Ankündigung, für das Amt des Präsidenten der Vereinigten Staaten zu kandidieren, hat er viel Lob, aber auch viel Kritik erhalten. Dies ist auf die Wahrnehmung zurückzuführen, dass die Demokraten „einen reichen New Yorker Milliardär mit einem noch reicheren New Yorker Milliardär bekämpfen“. Bloomberg trat erstmals am Super Tuesday, dem 3. März 2020, bei den Vorwahlen der Demokraten an. Er hatte bis dahin mehr als eine halbe Milliarde Dollar für die Vorwahlen investiert. Er siegte nur im US-Außengebiet Amerikanisch-Samoa und gewann dort fünf von insgesamt sechs Delegiertenstimmen. Nach dem Rückzug seiner Kandidatur am 4. März erklärte er, nun Joe Biden zu unterstützen. Die Kosten für seinen Wahlkampf, den er ausschließlich selbst finanzierte, beliefen sich insgesamt auf eine Milliarde US-Dollar.
Drei Tage nach der Kündigung des Pariser Klimaschutzabkommens durch den neuen US-Präsidenten Donald Trump kündigte Bloomberg an, die entstandene Lücke bei der Finanzierung des UN-Klimasekretariats UNFCCC mit Hilfe seiner Stiftung Bloomberg Philantropies und anderen Geldgebern zu schließen.

## Auszeichnungen
- 2014: Titel eines Knight Commander des Order of the British Empire, in Anerkennung seiner „bemerkenswerten unternehmerischen und philanthropischen Aktivitäten“.[26] 2014 erhielt er den Genesis-Preis,[27] und 2015 wurde er in die American Philosophical Society gewählt.
- 2024: Presidential Medal of Freedom

## Werke
- Bloomberg über Bloomberg. Plassen Verlag, Kulmbach, 2020, ISBN 978-3-86470-657-8.